# Ports-sur-Vienne
Pour les articles homonymes, voir Ports et Port.
Ports-sur-Vienne, officiellement dénommée par décret du Premier ministre en date du 26 février 2020 est une commune française du département d'Indre-et-Loire, en région Centre-Val de Loire.

## Géographie
|                  | Marcilly-sur-Vienne |                      |
| Luzé             | Ports-sur-Vienne    | Nouâtre              |
| Marigny-Marmande | Pussigny            | Port-de-Piles Vienne |

### Hydrographie

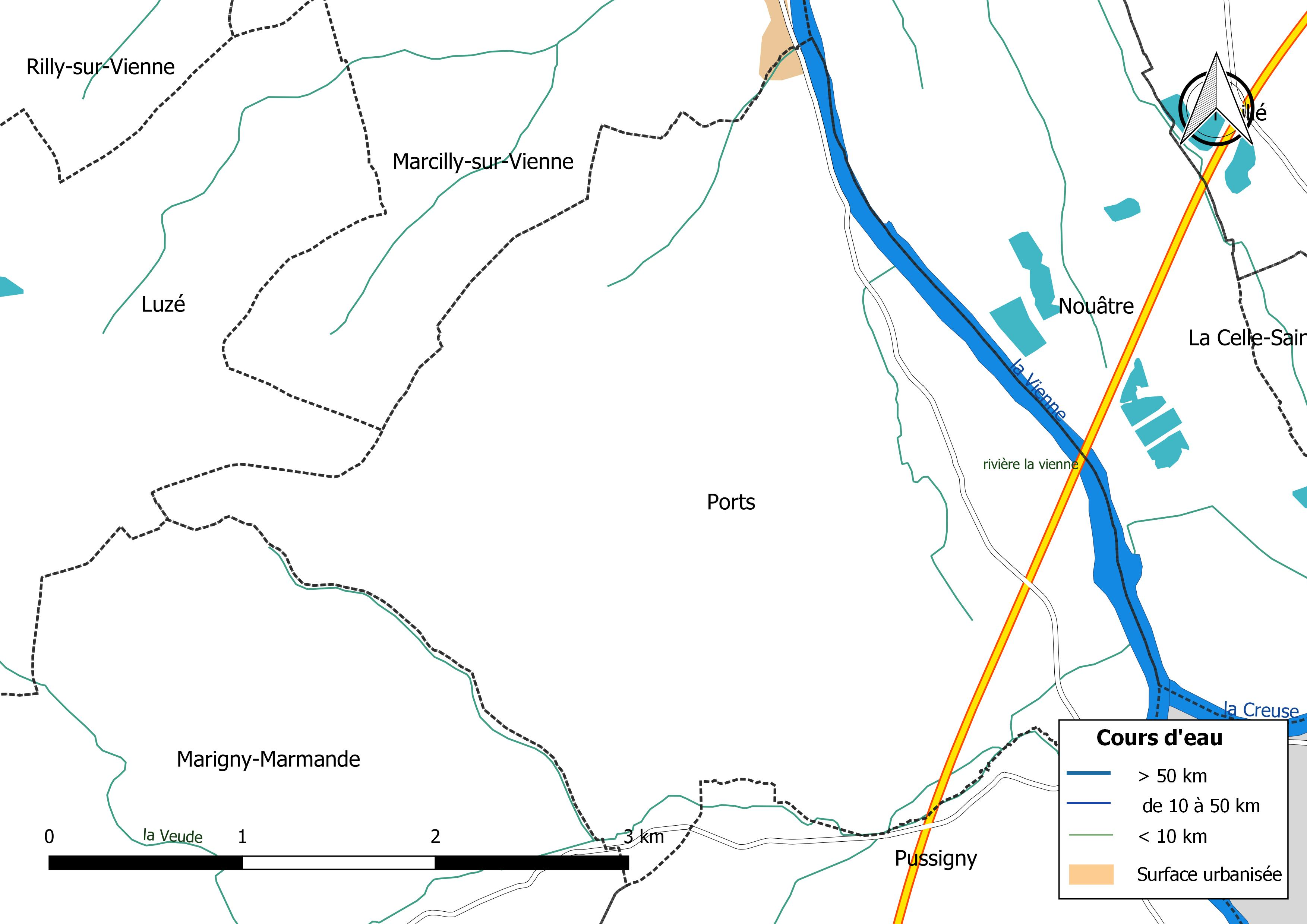
Réseau hydrographique de Ports.

La commune est bordée par la Vienne (sur 3,635 km) sur son flanc est. Le réseau hydrographique communal, d'une longueur totale de 10,63 km, comprend également sept petits cours d'eau dont la Veude (1,518 km),.
La Vienne, d'une longueur totale de 363,3 km, prend sa source sur le plateau de Millevaches, dans la Creuse, à une altitude comprise entre 860 et 895 m et se jette  dans la Loire à Candes-Saint-Martin, à 30 m d'altitude, après avoir traversé 96 communes. La station de Nouâtre permet de caractériser les paramètres hydrométriques de la Vienne. Le débit mensuel moyen (calculé sur 61 ans pour cette station) varie de 60 m3/s au mois d'août  à 355 m3/s au mois de février. Le débit instantané maximal observé sur cette station est de 2 480 m3/s le 1er janvier 1962, la hauteur maximale relevée a été de 8,61 m le 8 janvier 1962,. Sur le plan piscicole, la Vienne est classée en deuxième catégorie piscicole. Le groupe biologique dominant est constitué essentiellement de poissons blancs (cyprinidés) et de carnassiers (brochet, sandre et perche).
Deux zones humides ont été répertoriées sur la commune par la direction départementale des territoires (DDT) et le Conseil départemental d'Indre-et-Loire : « la vallée de la Veude de Grisay à l'A10 » et « la vallée de la Veude de Ponçay à Grisay »,.

### Climat
Pour des articles plus généraux, voir Climat du Centre-Val de Loire et Climat d'Indre-et-Loire.
En 2010, le climat de la commune est de type climat océanique dégradé des plaines du Centre et du Nord, selon une étude du CNRS s'appuyant sur une série de données couvrant la période 1971-2000. En 2020, Météo-France publie une typologie des climats de la France métropolitaine dans laquelle la commune est exposée à un climat océanique altéré et est dans la région climatique Moyenne vallée de la Loire, caractérisée par une bonne insolation (1 850 h/an) et un été peu pluvieux.
Pour la période 1971-2000, la température annuelle moyenne est de 11,4 °C, avec une amplitude thermique annuelle de 14,8 °C. Le cumul annuel moyen de précipitations est de 672 mm, avec 10,6 jours de précipitations en janvier et 6,6 jours en juillet. Pour la période 1991-2020, la température moyenne annuelle observée sur la station météorologique de Météo-France la plus proche, sur la commune de Courcoué à 12 km à vol d'oiseau, est de 12,5 °C et le cumul annuel moyen de précipitations est de 688,4 mm,. Pour l'avenir, les paramètres climatiques de la commune estimés pour 2050 selon différents scénarios d'émission de gaz à effet de serre sont consultables sur un site dédié publié par Météo-France en novembre 2022.

## Urbanisme

### Typologie
Au 1er janvier 2024, Ports-sur-Vienne est catégorisée commune rurale à habitat dispersé, selon la nouvelle grille communale de densité à sept niveaux définie par l'Insee en 2022.
Elle est située hors unité urbaine. Par ailleurs la commune fait partie de l'aire d'attraction de Tours, dont elle est une commune de la couronne,. Cette aire, qui regroupe 162 communes, est catégorisée dans les aires de 200 000 à moins de 700 000 habitants,.

### Occupation des sols

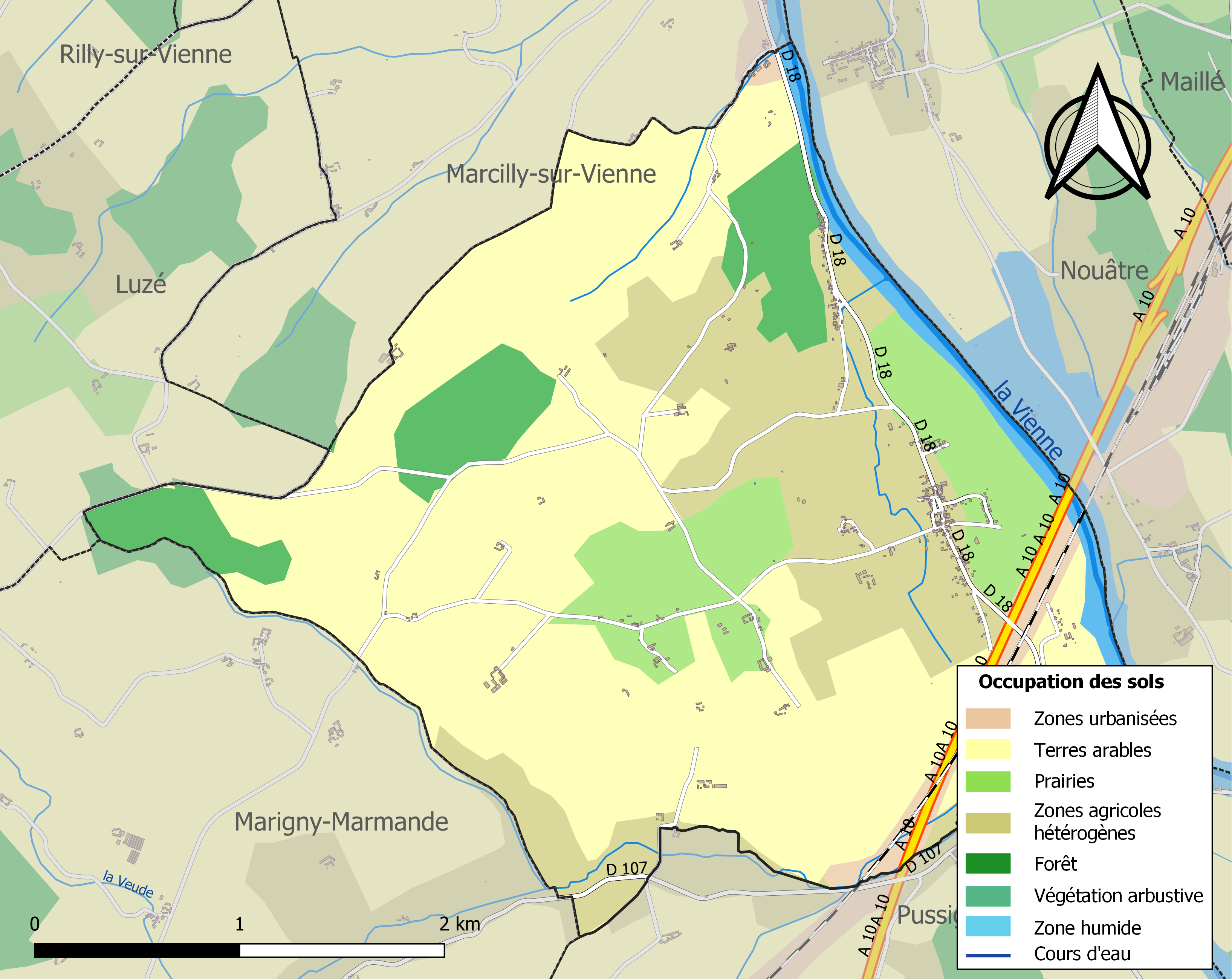
Carte des infrastructures et de l'occupation des sols de la commune en 2018 (CLC).

L'occupation des sols de la commune, telle qu'elle ressort de la base de données européenne d’occupation biophysique des sols Corine Land Cover (CLC), est marquée par l'importance des territoires agricoles (86,1 % en 2018), en diminution par rapport à 1990 (88,9 %). La répartition détaillée en 2018 est la suivante : 
terres arables (53,6 %), zones agricoles hétérogènes (21,7 %), prairies (10,8 %), forêts (8,2 %), zones industrielles ou commerciales et réseaux de communication (2,8 %), eaux continentales (2,7 %), zones urbanisées (0,2 %).
L'IGN met par ailleurs à disposition un outil en ligne permettant de comparer l’évolution dans le temps de l’occupation des sols de la commune (ou de territoires à des échelles différentes). Plusieurs époques sont accessibles sous forme de cartes ou photos aériennes : la carte de Cassini (XVIIIe siècle), la carte d'état-major (1820-1866) et la période actuelle (1950 à aujourd'hui).

## Politique et administration
| Période                                  | Période   | Identité         | Étiquette | Qualité                    |
| ---------------------------------------- | --------- | ---------------- | --------- | -------------------------- |
| mars 2001                                | mars 2014 | Gaëtane Baranger |           |                            |
| mars 2014                                | En cours  | Daniel Poujaud   |           | Retraité Fonction publique |
| Les données manquantes sont à compléter. |           |                  |           |                            |

## Démographie
L'évolution du nombre d'habitants est connue à travers les recensements de la population effectués dans la commune depuis 1793. Pour les communes de moins de 10 000 habitants, une enquête de recensement portant sur toute la population est réalisée tous les cinq ans, les populations de référence des années intermédiaires étant quant à elles estimées par interpolation ou extrapolation. Pour la commune, le premier recensement exhaustif entrant dans le cadre du nouveau dispositif a été réalisé en 2008.

En 2022, la commune comptait 353 habitants, en évolution de −0,56 % par rapport à 2016 (Indre-et-Loire : +1,67 %, France hors Mayotte : +2,11 %).
| 1793 | 1800 | 1806 | 1821 | 1831 | 1836 | 1841 | 1846 | 1851 |
| ---- | ---- | ---- | ---- | ---- | ---- | ---- | ---- | ---- |
| 340  | 325  | 299  | 339  | 345  | 402  | 365  | 405  | 414  |

| 1856 | 1861 | 1866 | 1872 | 1876 | 1881 | 1886 | 1891 | 1896 |
| ---- | ---- | ---- | ---- | ---- | ---- | ---- | ---- | ---- |
| 369  | 364  | 391  | 404  | 432  | 407  | 439  | 408  | 396  |

| 1901 | 1906 | 1911 | 1921 | 1926 | 1931 | 1936 | 1946 | 1954 |
| ---- | ---- | ---- | ---- | ---- | ---- | ---- | ---- | ---- |
| 394  | 398  | 385  | 451  | 397  | 415  | 390  | 414  | 445  |

| 1962 | 1968 | 1975 | 1982 | 1990 | 1999 | 2006 | 2008 | 2013 |
| ---- | ---- | ---- | ---- | ---- | ---- | ---- | ---- | ---- |
| 458  | 437  | 406  | 345  | 343  | 347  | 354  | 356  | 356  |

| 2018 | 2022 | - | - | - | - | - | - | - |
| ---- | ---- | - | - | - | - | - | - | - |
| 363  | 353  | - | - | - | - | - | - | - |

## Toponymie
Par un décret du 26 février 2020, publié au Journal Officiel du 28 février 2020, la commune de "Ports" prend officiellement le nom de Ports-sur-Vienne.

## Culture locale et patrimoine

### Lieux et monuments
- Église paroissiale Saint-Martin

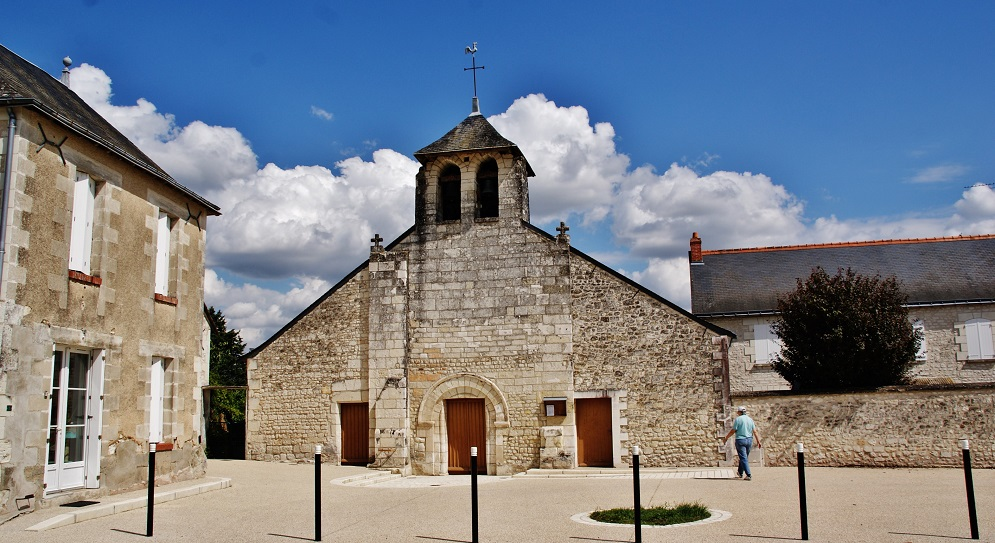
L'église Saint-Martin de Ports.

Appelée à l'origine église de la Translation-de-Saint-Martin, cette église romane du XIème siècle a conservé son abside semi-circulaire voutée en cul-de-four avec deux fenêtres en plein cintre, une partie de sa nef en petit appareil et le clavage en plein-cintre de la porte primitive sur la façade ouest où se trouve maintenant une porte avec linteau droit.
Plusieurs vitraux viennent l'éclairer : quatre, signés Etienne Lobin, sont datés de 1926 et sortent du célèbre atelier tourangeau Lobin. Ils représentent Saint Martin de Tours, Sainte Thérèse de Lisieux, Sainte Jeanne-d'Arc et l'apparition de l'immaculée conception à Sainte Bernadette. Un cinquième vitrail de 1927 signé Lucien (Lux) Fournier rend hommage aux enfants de la commune morts en 14-18.
Claude Gillier, dame de Ports en 1627, serait enterrée dans l’église de Ports-sur-Vienne. Cependant, elle est peut-être confondue par les sources locales avec Damoiselle Claude de Villars, épouse de Jacques Deffray, sieur de la Boutière (ancien nom du Boucaire) décédée en 1655, dont la plaque funéraire est visible en l'Eglise Saint-Martin de Ports.
- Les fours à chaux

Les fours à tuiles, à briques et à chaux furent les premières usines qui apportèrent dans la région des possibilités de travail autres que la terre et les métiers attenants. C'est à Ports-sur-Vienne au XVIIIe siècle au lieu-dit les Tuileries que furent construits les premiers fours.
En 1864, construction d'un, puis de trois fours à chaux au Vieux Port.
En 1868, au lieu-dit le Coteau de Noyers au Vieux Port, construction d'une grand fabrique de sept fours à chaux à feu continu et flamme courte, mais le 11 août 1880 l'écroulement du coteau sur 140 m de long et 60 m de profondeur détruisit complètement l'usine. Cette catastrophe fit 25 morts et 8 blessés.
En 1882, toujours à Ports au lieu-dit les Caves, deux fours à chaux avec hangar furent construits pour un fabricant d'Antogny-le-Tillac, monsieur Albert Tissier. En 1933, une SARL Chaux et gisement de Touraine Ancien Et. Tissier est constituée, et elle tiendra jusqu'à la Seconde Guerre mondiale. En 1952, la fabrique sera partiellement détruite.
- Le château de Ports

Logis défensif rectangulaire datant des XIVe et XVe siècles, ce château est resté durant trois siècles la propriété des familles Gillier et Périon, par le jeux d'alliances sur plusieurs générations. La famille Périon s’étant ruinée progressivement, Jean de Périon se vit saisir le château de Ports en très mauvais état en 1708. Au Sud et perpendiculairement au logis existait une aile qui a été détruite et le mur d'enceinte a presque totalement disparu. Le château est flanqué de plusieurs tours carrées : celle au Nord est percée d'une meurtrière, et des deux tours sur la façade Ouest, la plus haute abrite un escalier à vis. A droite de l'entrée, bien qu'arasée, une tour circulaire défensive et à fonction de pigeonnier subsiste. Elle serait plus tardive et datée du XVIème siècle.
Le château de Ports est parfois appelé Haute Clair ou Hauteclaire. A ne pas confondre avec le lieu-dit de Haute-Claire, ancienne ferme seigneuriale située sur les hauteurs de Razines, ayant appartenu aux seigneurs de Razines et destinée à alimenter leur château de Chargé. En effet, plusieurs générations de seigneurs de Ports furent également seigneurs de Marmande et de Faye-la-Vineuse, terres attenantes à Razines, puisqu'en 1565, Marie Gaudin, dame de La Bourdaisière et veuve de Filbert Babou, surintendant des finances de François Ier, achète le fief mouvant de Chargé-Artigny,, se rapprochant de sa fille Marie Babou (1524-?), dame de Ports par son mariage en 1542 avec Bonaventure Gillier (1514-1584), maître d’hôtel du roi, seigneur des fiefs de Faye-la-Vineuse, de Marmande et de Ports. Malgré ces alliances, il n'existe a priori pas de lien entre les terres de Ports et de Chargé où se trouve la ferme seigneuriale de Haute-Claire, et l'homonymie quelquefois donnée au château de Ports,. D'après des sources locales, ce surnom fut donné au château dans la seconde moitié du XXe siècle en référence à Hauteclaire : l'épée mythique du chevalier Olivier dans la chanson de Roland. Un jeu de mots à propos car la demeure est, de fait, haute et claire, de par la couleur blanche du tuffeau, la pierre crayeuse typique de la Touraine.